# Rinorea crassifolia
Rinorea crassifolia är en violväxtart som först beskrevs av E. G. Baker, och fick sitt nu gällande namn av De Wild.. Rinorea crassifolia ingår i släktet Rinorea och familjen violväxter. Inga underarter finns listade i Catalogue of Life.